# The Bucket
The Bucket is een nummer van de Amerikaanse rockband Kings of Leon uit 2004. Het is de eerste single van hun tweede studioalbum Aha Shake Heartbreak.
"The Bucket" gaat over bassist Jared Followill, het jongste lid van de band, die al op 17-jarige leeftijd om moest gaan met alle roem die bij het vak hoort. Volgens Followill gaat het nummer daarnaast ook over "alle meiden waar ik toen mee te maken kreeg". Kings of Leon was veel populairder in Engeland dan in Amerika, zeker in die tijd. De bandleden schreven het nummer toen ze terugkeerden in Amerika na een tournee door Groot-Brittannië. Ze traden daar op voor Britse fans die in grote getalen kwamen opdraven, terwijl de band in de Verenigde Staten nog relatief onbekend was. Het nummer bereikte dan ook geen Amerikaanse hitlijsten, terwijl in het Verenigd Koninkrijk de 16e positie werd gehaald. Ook in Nederland was Kings of Leon in die tijd nog niet heel bekend en er werden dan ook geen Nederlandse hitnoteringen behaald.

## Tracklijst
- Cd-single

1. "The Bucket" – 2:55
2. "Where Nobody Knows" – 2:23

- 10"

1. "The Bucket" – 2:55
2. "Slow Night, So Long" – 3:53
3. "Wicker Chair" (live) – 3:31

- 7"

1. "The Bucket" – 2:55
2. "Trani" (live) – 5:09

- Muziekdownload

1. "The Bucket" – 2:55
2. "Slow Night, So Long" – 3:54
3. "Wicker Chair" - 3:31